# Rue Montorgueil
Rue Montorgueil è una via che si snoda attraverso il I arrondissement e il II arrondissement (nel quartiere di Montorgueil-Saint Denis-Les Halles) di Parigi, in Francia. 

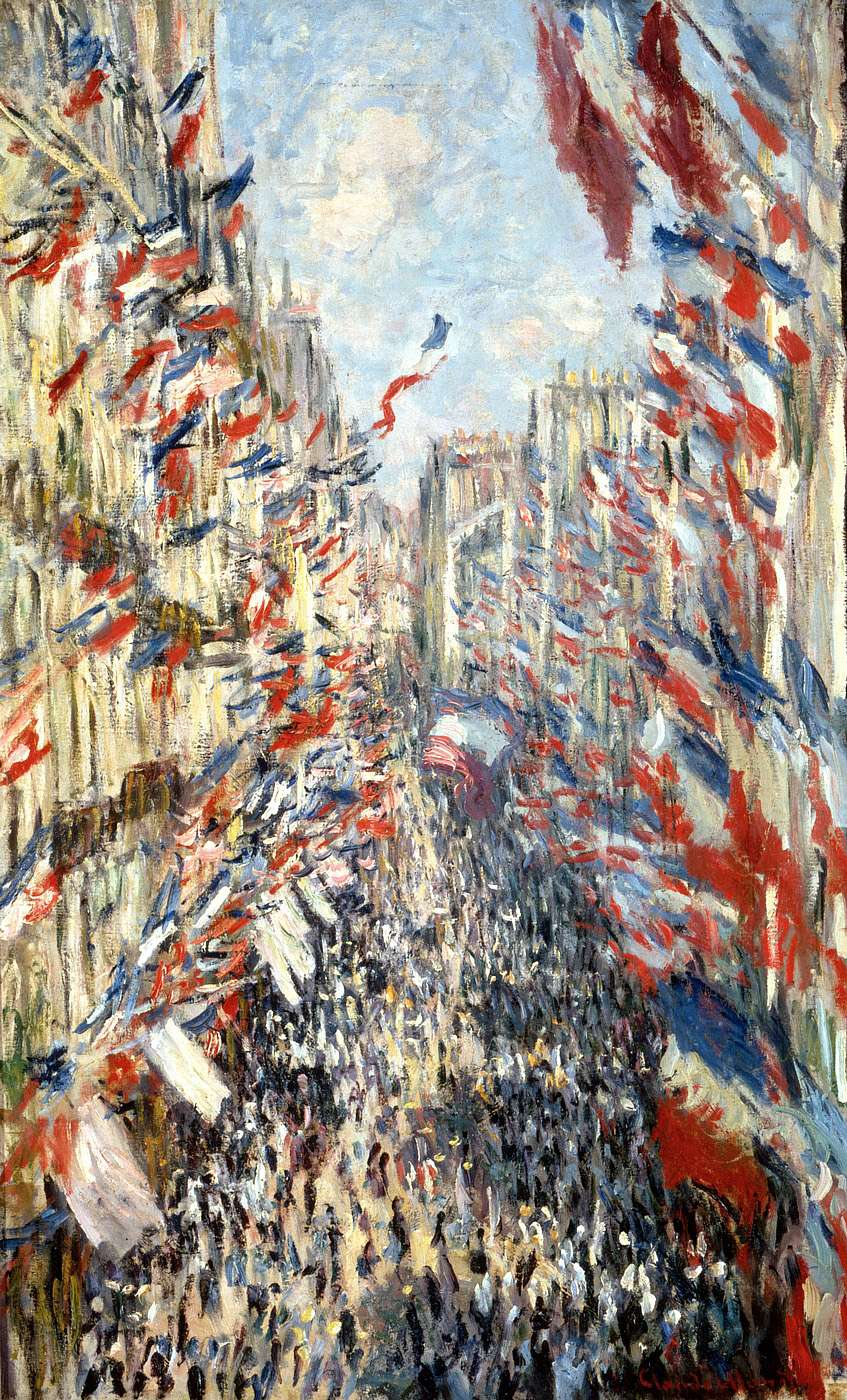
La via dipinta da Monet nel 1878

Circondata da ristoranti, caffetterie, panetterie, pescherie, negozi di formaggi, enoteche, bancarelle e negozi di fiori, la rue Montorgueil è un luogo in cui i parigini possono socializzare facendo la spesa quotidiana. All'estremità meridionale di rue Montorgueil si trovano la chiesa di Saint-Eustache e Les Halles, che ospita il più grande centro commerciale al coperto (per lo più sotterraneo) nel centro di Parigi; a nord si trova l'area conosciuta come la Grand Boulevards.